# Gare de Morre
Gare de Morre vasútállomás Franciaországban, Morre településen.

## Vasútvonalak
Az állomást az alábbi vasútvonalak érintik:
- Besançon-Viotte–Le Locle-vasútvonal

## Kapcsolódó állomások
A vasútállomáshoz az alábbi állomások vannak a legközelebb:
- Gare de Besançon-Mouillère (Besançon-Viotte–Le Locle-vasútvonal)
- Gare de Saône (Besançon-Viotte–Le Locle-vasútvonal)